# Amt Karrharde

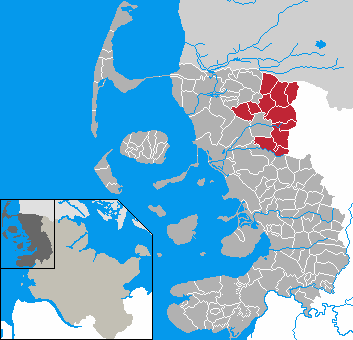
Lage des ehem. Amtes Karrharde im Kreis Nordfriesland

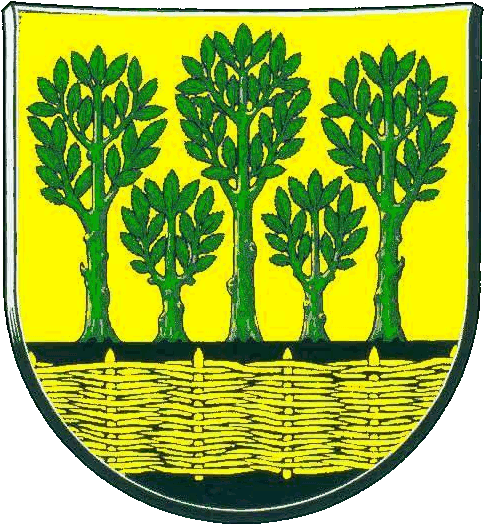
Wappen des ehem. Amtes Karrharde

Das Amt Karrharde war ein Amt im Kreis Nordfriesland, in Schleswig-Holstein. Sitz der Amtsverwaltung war die Gemeinde Leck, die selbst nicht Mitglied des Amtes war.
Das Amt ist nach einem unteren Verwaltungsbezirk – einer Harde – im Herzogtum Schleswig bezeichnet. Es hatte eine Fläche von gut 180 km² und zuletzt knapp 7500 Einwohner in den Gemeinden
1. Achtrup
2. Bramstedtlund
3. Enge-Sande
4. Karlum
5. Klixbüll
6. Ladelund
7. Sprakebüll
8. Stadum
9. Tinningstedt
10. Westre

## Wappen
Das Wappen wurde am 17. Juli 1970 genehmigt.
Blasonierung: „In Gold auf schwarzem Schildfuß mit durchgehendem goldenen Flechtzaun drei hochstämmige grüne Bäume, deren mittlerer etwas überhöht ist und deren freie Zwischenräume durch zwei kleine grüne Bäume gefüllt sind.“
Das Wappen des Amtes Karrharde geht zurück auf das Bildsiegel der gleichnamigen Harde von 1359. Zusätzlich zum Gesichtspunkt der Kontinuität zwischen der früheren Harde und dem heutigen Amt als Verwaltungsinstitutionen erhält das alte Siegel einen weiteren aktuellen Bezug dadurch, dass die fünf Bäume des Siegels als Stellvertreter der fünf ehemaligen Ämter Enge, Klixbüll, Ladelund, Leck und Medelby angesehen werden können, aus denen das Amt Karrharde 1965 gebildet wurde. Medelby schied allerdings schon 1970 wieder aus und wurde dem Amt Schafflund im Kreis Flensburg eingegliedert. So vertritt der mittlere Baum im Wappen das heutige Amt Karrharde. Die schwarze Tinktur des Schildfußes bezieht sich auf die Deutung des Namens als "Sumpf- oder Moorharde". Auf die ehemalige Lage der Amtsgemeinden in der Nähe der Nordsee und die damit verbundene Notwendigkeit des Deichbaus verweist der Flechtzaun als historisches Symbol für „Abwehr“.
Das Wappen wurde von dem Brunsbütteler Heraldiker Willy „Horsa“ Lippert gestaltet.

## Geschichte
Die Karrharde (dänisch: Kær Herred) war eine der Harden im wikingerzeitlichen Dänemark, die zum Ellumsyssel gehörte. Sie lag zwischen den nordfriesisch besiedelten Harden der Uthlande und dem Umland Flensburgs auf der Geest. Die Tingstätte befand sich in Leck.
1966 wurde aus den Gemeinden der aufgelösten Ämter Enge (ohne Stedesand, Störtewerkerkoog und Wester-Schnatebüll), Klixbüll (ohne Bosbüll und Lexgaard), Leck (ohne Leck) und Medelby das Amt Süderkarrharde gebildet. Es umfasste 23 Gemeinden. Zum 1. Juli 1967 wurde das Amt Ladelund, mit dem seit Jahresbeginn 1967 eine Verwaltungsgemeinschaft existierte, aufgelöst und die Gemeinden kamen ebenfalls zum Amt, das sich in Amt Karrharde umbenannte und nun aus 27 Gemeinden bestand:
| 1. Achtrup 2. Böxlund 3. Boverstedt 4. Bramstedtlund 5. Büllsbüll 6. Enge 7. Engerheide | 1. Holt 2. Holzacker 3. Jardelund 4. Karlum 5. Klintum 6. Klixbüll 7. Knorburg | 1. Ladelund 2. Lütjenhorn 3. Medelby 4. Oster-Schnatebüll 5. Osterby 6. Sande 7. Schardebüll | 1. Soholm 2. Sprakebüll 3. Stadum 4. Tinningstedt 5. Weesby 6. Westre |

1968 wurde Büllsbüll nach Achtrup eingemeindet. Mit der Bildung des Kreises Nordfriesland 1970 kamen die sechs Gemeinden des ehemaligen Amtes Medelby (Böxlund, Holt, Jardelund, Medelby, Osterby und Weesby) zum Kreis Flensburg-Land in das Amt Schafflund. Im selben Jahr wurde Boverstedt nach Ladelund eingemeindet.
1974 reduzierte sich die Zahl der Gemeinden dann auf zehn: Klintum und Oster-Schnatebüll wurden nach Leck eingemeindet, Holzacker nach Stadum, Lütjenhorn nach Achtrup und die sechs Gemeinden Enge, Engerheide, Knorburg, Sande, Schardebüll und Soholm schlossen sich zur Gemeinde Enge-Sande zusammen.
Zum 1. Januar 2008 schlossen sich die Gemeinden des Amtes mit der Stadt Niebüll, der Gemeinde Leck und den Gemeinden der Ämter Bökingharde, Süderlügum und Wiedingharde zum Amt Südtondern zusammen.